# Frank Hamblen
Frank Alan Hamblen II (Terre Haute, Indiana; 16 de abril de 1947-San Diego, California; 30 de septiembre de 2017) fue un jugador y entrenador de baloncesto estadounidense. Se destacó como entrenador asistente de Phil Jackson en Chicago Bulls y Los Angeles Lakers, obteniendo cuatro títulos en la National Basketball Association. También en la NBA, fue entrenador en jefe de manera interina durante dos temporadas.

## Trayectoria deportiva

### Jugador
Jugó durante cuatro temporadas con los Orangemen de la Universidad de Syracuse en la División I de la NCAA. Con 1,91 metros de altura, jugaba en la posición de escolta. Se destacó como un excelente lanzador de tiros libres. En el total de su carrera promedió 4,0 puntos y 1,3 rebotes por partido.

### Entrenador
Tras graduarse en la universidad, en 1969 comenzó a trabajar como ojeador para San Diego Rockets, que en sea época se trasladaron a Houston. En 1972 firma como entrenador asistente de Denver Nuggets, puesto que ocupa hasta 1977. Entre 1978 y 1987 ejerció la misma actividad en Kansas City Kings. En 1988 ficha por Milwaukee Bucks, donde le surge la primera oportunidad de ejercer como entrenador principal interino, al sustituir a Del Harris en el banquillo en la temporada 1991-92. al año siguiente su puesto lo ocupó Mike Dunleavy, regresando a las tareas de asistente, donde continuó hasta 1996.
Entre 1996 y 1998 vuelve a ejercer como asistente en los Chicago Bulls, donde gana sus dos primeros títulos de Campeón de la NBA bajo las órdenes de Phil Jackson. Es precisamente Jackson quien se lo lleva consigo a Los Angeles Lakers en 1999. Con él gana otros tres anillos de campeón entre 2000 y 2003. Al año siguiente Jackson dejó el banquillo, siendo sustituido por Rudy Tomjanovich, quien, tras media temporada, sería sustituido por Hamblen, en su segunda oportunidad al frente de un banquillo de la NBA. En la temporada 2005-06 Jackson regresa al banquillo angelino, regresando Hamblen al puesto de asistente, que ocupa en la actualidad.

#### Estadísticas como entrenador
| Equipo             | Año     | Temporada regular | Temporada regular | Temporada regular | Temporada regular       | Playoffs       |
| Equipo             | Año     | PJ                | G                 | P                 | Final                   | Resultado      |
| ------------------ | ------- | ----------------- | ----------------- | ----------------- | ----------------------- | -------------- |
| Milwaukee Bucks    | 1991-92 | 65                | 23                | 42                | 6º en División Central  | No clasificado |
| Los Angeles Lakers | 2004-05 | 64                | 27                | 37                | 4º en División Pacífico | No clasificado |